# وازنووسکا وولا
وازنووسکا وولا (به لاتین: Łaznowska Wola) یک روستا در لهستان است که در گمینا روکیچینه واقع شده‌است.